# Ophion mocsaryi
Ophion mocsaryi là một loài tò vò trong họ Ichneumonidae.